# Món virtual

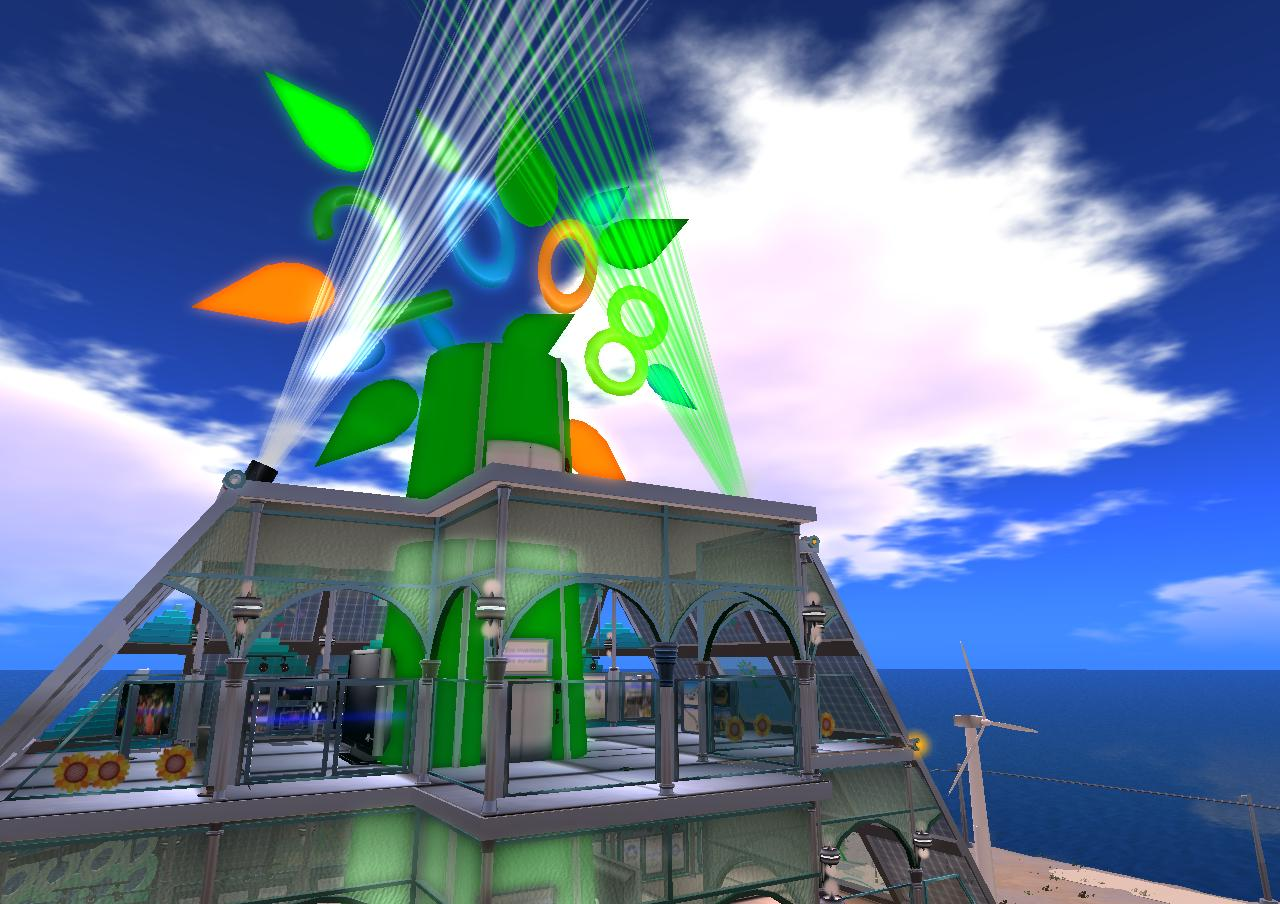
Captura de pantalla del joc Second Life

Els mons virtuals són un camp relacionat amb la intel·ligència artificial. Consisteixen en la simulació de mons o entorns, denominats virtuals, en què usuaris interaccionen amb la màquina i altres usuaris en entorns artificials. Les característiques bàsiques inclouen l'emulació d'entorns físics; la immediatesa de les interaccions amb altres usuaris; la interactivitat de l'espai, i la persistència dels mons, que no desapareixen quan l'usuari en surt.
En l'actualitat, a part del desenvolupament a les universitats, el gruix de la recerca es fa a les empreses d'oci electrònic, que hi veuen una nova oportunitat per als videojocs. Mitjançant una targeta acceleradora 3D un ordinador personal adquireix la potència necessària per reconstruir en temps real veritables entorns tridimensionals que reflecteixin un de paisatge, ja siguin ciutats, selves o l'espai.

## Història
Els primers mons virtuals rudimentaris eren el telègraf i el telèfon, que connectaven persones en punts diferents amb un entorn artificial mitjançant tecnologies analògiques. Pel que fa al desenvolupament posterior, es poden distingir cinc etapes:

### MUDs

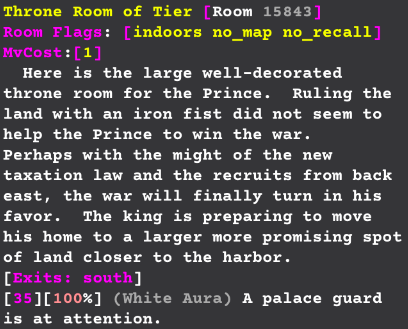
Captura de pantalla del MUD Act of War

A finals de la dècada dels '70, investigadors de la Universitat de Gales van desenvolupar AberMUD, el primer Multi-user dungeon (traducció: "domini multiusuari") o MUD, que s'integrava a xarxes locals d'ordinadors i permetia a usuaris connectar-se des de llocs diferents per interactuar mitjançant missatges de text en el mateix espai digital. Per navegar pels mons, els usuaris havien de guiar-se per les descripcions que donava la interfície i utilitzar comandaments de text; per això, la major part de jocs es basaven en tasques que donava el joc als usuaris. La interacció entre usuaris encara era molt reduïda, i la major part d'espais virtuals eren de gènere fantàstic.

### TinyMUDs
En 1989, James Aspnes va crear TinyMUD, desenvolupament dels MUDs que incorporava gràfics i un element social molt més marcat ja que permetia crear objectes que, tot i que no es podien utilitzar, es podien veure. Això va fer que els usuaris passessin més temps parlant sobre les seves creacions entre si que jugant. Tanmateix, els jocs de TinyMUD només podien ser utilitzats per grups de 6-8 usuaris.

### MOOs
Els MOOs, o Multi-User Dungeons Object Oriented (traducció: "dominis multiusuari orientats per objectes") van ser creats en 1990 i permetien interactuar amb els objectes creats pels usuaris, amb la qual cosa van adquirir popularitat de manera molt ràpida. Notablement, gràcies a que comptaven amb un codi fàcil d'aprendre, van devenir una eina per l'educació i alguns fandoms, com ara el de Harry Potter, van crear els seus propis MOOs (Hogwarts MOO).

### MMORPGs

Logotip de World of Warcraft (WoW), popular MMORPG

Els MMORPGs, o Massively Multi-Player Online Role-Playing Games (traducció: "jocs de rol amb multijugador massiu online"), va combinar les tasques típiques dels MUDs amb la interacció entre usuaris dels MOOs. Així, són jocs en què l'usuari adopta un paper i interactua amb altres usuaris per aconseguir un objectiu. A més, gràcies al desenvolupament d'internet, van incorporar per primera vegada el multijugador massiu, que permetia interactuar amb usuaris externs a la xarxa local. El primer, de 1996, és Meridian 59 el qual, a més, ja comptava amb gràfics 3D.
Es considera que Ultima Online (1997) és un punt d'inflexió, no només pels mons virtuals sinó per tota la indústria dels videojocs: a més dels avenços tècnics que incorporava, feia que els usuaris haguessin de pagar una subscripció de $9,99 al mes per poder jugar-lo, la qual cosa era inèdita en la indústria i marcaria un precedent pels anys posteriors. EverQuest (1999) va continuar amb aquesta tendència, tot incorporant el joc en grup com element clau per jugar; ara, els usuaris formaven petits equips o grups que havien de col·laborar de manera regular per avançar en el joc. Això va fer augmentar l'element social, que en moltes ocasions comportava la interacció en fòrums externs i fins i tot convencions en persona.

### Mons virtuals socials
Amb el desenvolupament dels MMORPGs van poder néixer els mons virtuals socials en 3D, propiciats alhora per avenços tècnics d'internet i la capacitat dels ordinadors per processar gràfics. La diferència principal amb aquests és que no fan a l'usuari desenvolupar una història, sinó que és ell que desenvolupa el joc partint de la base oferta. Això va fer que molts jocs deixessin de basar-se en entorns de fantasia per generar espais més semblants al món real, amb una economia i geografia pròpies, com Second Life (2003) que n'és un dels primers exemples.
Des de llavors fins a l'actualitat, els mons virtuals han conegut un gran desenvolupament i molts entorns compten amb una base d'usuaris estable. El 2022, Facebook ha començat a desenvolupar el seu propi metavers, que pretén fer completament immersiva l'experiència utilitzant ulleres de realitat augmentada. Tanmateix, molts experts han criticat el projecte en base a la seva aparença visual i la reproducció que fa de valors tecnocràtics.

## Característiques
Els mons virtuals s'han considerat principalment com una via per escapar de la realitat immediata i socialitzar de maneres noves i diferents. Les seves característiques principals són:
- Presència gràfica: els mons virtuals estan basats en entorns visuals, que poden ser generats amb gràfics 2D o 3D.
- Emulació d'entorns físics: els mons virtuals tenen recursos limitats i estan subjectes a certes lleis, ja siguin fictícies o reals, que resulten en una geografia, economia, política, etc. concretes i versemblants.
- Interaccions: l'usuari pot interactuar tant amb el món virtual com amb altres usuaris, i aquestes interaccions es donen de manera immediata.
- Persistència: els mons continuen existint fins i tot quan no hi ha usuaris connectats. A més, guarden el progrés dels jugadors, donant continuïtat a les seves experiències.

## Mons virtuals destacats
Els mons virtuals van adquirir una gran popularitat durant la primera dècada del segle XXI, per la qual cosa la major part d'exemples que trobem són d'aquesta data. Alhora, van néixer mons dirigits a sectors demogràfics concrets com els nins i joves adults.
- Second Life[11]
- Activeworlds[16]
- There[17]
- The Sims[18] (modalitat de joc en línia)
- Habbo[19]
- Club Penguin[20]
- Neopets[21]